# 鈴木祐司 (東海テレビ)
鈴木 祐司（すずき ゆうじ、1973年 - ）は、東海テレビ報道部記者・映画監督。代表作は『チョコレートな人々』など。NHKのドキュメンタリー作家である鈴木祐司は別人。

## 経歴
1973年（昭和48年）愛知県刈谷市出身。愛知学院大学文学部を卒業し、1998年（平成10年）に東海テレビプロダクションに入社した。報道部の遊軍記者を経て、岐阜支社担当、ニュースデスクなどを歴任した。正直な人間であるとされ、被写体から（親しみを込めて）「バカ」と言われるという。

## 作品
- 2004年『あきないの人々～夏・花園商店街～』 - ドキュメンタリー。
- 2007年『約束〜日本一のダムが奪うもの〜』 - ドキュメンタリー番組。取材担当。地方の時代映像祭グランプリ。
- 2010年『記録人・澤井余志郎』 - ドキュメンタリー番組。
- 2010年『青空どろぼう』 - ドキュメンタリー映画。共同監督。
- 2014年 『公共キャンペーン・スポット「震災から3年～伝えつづける～」』 - テレビCM。取材担当。第52回ギャラクシー賞CM部門大賞[4]。ACC賞ゴールド賞。
- 2021年『チョコレートな人々』 - 長編ドキュメンタリー映画。日本民間放送連盟賞テレビ部門グランプリ。
- 2022年『＃職場の作り方』 - ドキュメンタリー番組。